# Ortsfeste Erdfunkstelle

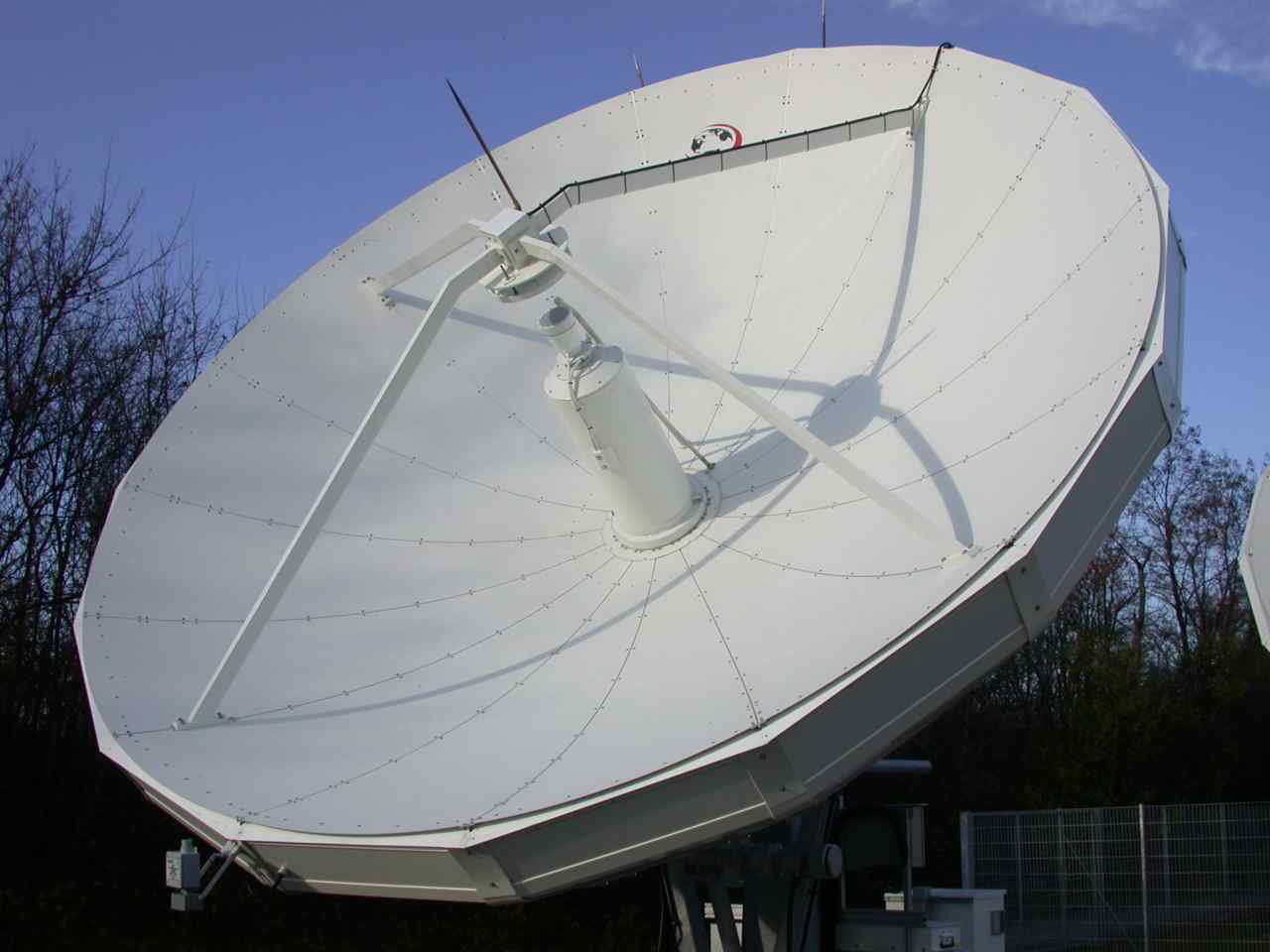
Ortsfeste Erdfunkstelle, Speiseverbindung (Antenne: uplink / Richtung Erde-Weltraum)

Ortsfeste Erdfunkstelle (englisch – land earth station) ist – entsprechend Artikel 1.70 der Vollzugsordnung für den Funkdienst (VO Funk) der Internationalen Fernmeldeunion (ITU) – definiert als „Erdfunkstelle des festen Funkdienstes über Satelliten oder in bestimmten Fällen des mobilen Funkdienstes über Satelliten, die sich an einem bestimmten festen Punkt oder innerhalb eines bestimmten Gebietes an Land befinden und der Bereitstellung einer Speiseverbindung für den mobilen Funkdient über Satelliten dient“.

## Klassifikation
Gemäß VO-Funk (Artikel 1) ist diese Funkstelle wie folgt klassifiziert:

Erdfunkstelle (Artikel 1.63)
- mobile Erdfunkstelle (Artikel 1.68); mobilfunkdienst über Satelliten (Artikel 1.25)
- Ortsfeste Erdfunkstelle